# Kaylani Lei
Kaylani Lei, nome artístico de Ashley Spalding, (Singapura, 5 de agosto de 1980) é uma atriz de filmes pornográficos e dançarina erótica. É filha de filipinos.

## Biografia
Quando criança, sua família mudou-se para os Estados Unidos, tendo morado em diversos estados até chegarem a Las Vegas, onde começou a atrabalhar como dançarina. Foi então que demonstrou interesse em ser atriz de filmes eróticos. Ao mudar-se para Los Angeles iniciou a carreira, em 2002. Entre 2005 e 2006 namorou com um jogador da seleção neozelandesa de rugby, os "All Blacks", Byron Kelleher. Adora cães, tendo participado de atividades em favor dos animais.

## Carreira
Trabalhou em diversas produtoras, entre elas Vivid Entertainment e Wicked Pictures. Segundo o IMDb, participou de mais de 120 filmes e recebeu diversos prêmios do Adult Video News.

## Principais Prêmios

### Recebidos
X.R.C.O. Awards
- 2008 - Vencedora da Categoria Melhor Retorno (Best Cumback)

### Indicações
AVN Awards
- 2009 - Indicada para Melhor Atriz (Best Actress)
- 2009 - Indicada para Melhor Cena de Sexo Grupal (Best Group Sex Scene), com Mikayla Mendez, Evan Stone, Sophia Santi & Barry Scott
- 2008 - Indicada para Melhor Atriz (Best Actress)
- 2003 - Indicada para Melhor Atriz Novata (Best New Starlet)

F.A.M.E. Awards
- 2009 - Indicada para Atriz Mais Subestimada (Most Underated Star)

X.R.C.O. Awards
- 2009 - Indicada para Melhor Performance Única (Best Single Performance)
- 2004 - Indicada para Melhor Atriz Novata (Best New Starlet)
- 2004 - Indicada para Melhor Cena Lésbica (Best Girl/Girl), com Asia Carrera.

Rog Awards
- 2007 - Indicada para Estrela do Ano, Prêmio dos Críticos